# 里韋拉 (烏伊拉省)
里韋拉（西班牙語：Rivera）是哥倫比亞的城鎮，位於該國西南部，由乌伊拉省負責管轄，距離首府內瓦20公里，始建於1888年，面積435平方公里，海拔高度705米，2005年人口16,654。城镇得名于出身当地的作家何塞·欧斯塔西奥·里韦拉:7。